# Kopec (Skoruszyńskie Wierchy)
Kopec (1251 m) – szczyt Skoruszyńskich Wierchów. W tłumaczeniu na język polski nazwa Kopec oznacza Kopiec i pochodzi od kopulastego kształtu szczytu. Taką też nazwę podawano w dawniej w przewodnikach turystycznych. Według obecnie obowiązujących zasad nazewnictwa geograficznego jest to nieuprawnione. 
Kopec jest zwornikiem dla wielu grzbietów:
- grzbiet północny do doliny potoku Mrzký potok
- grzbiet północny (z odchyleniem na zachód) do szczytu Bane (943 m)
- grzbiet południowo-zachodni do szczytu Blato (1138 m)
- grzbiet południowo-wschodni do wzniesienia Grúnik
- grzbiet północno-wschodni poprzez przełęcz Prieková do szczytu Machy (1202 m)

Pomiędzy szczytem Kopec a przełęczą Prieková znajduje się nienazwany wierzchołek, od którego odchodzą jeszcze trzy boczne odnogi:
- słabo zaznaczający się grzbiet południowy, który poprzez Prípor (1003 m) opada do Doliny Huciańskiej
- grzbiet południowo-wschodni na Niżnią Huciańską Przełęcz oddzielającą Pogórze Skoruszyńskie od Tatr Zachodnich
- grzęda Cyrhlica opadająca we wschodnim kierunku, potem zakręcająca w północno-wschodnim do Zuberca

Dnem dolin pomiędzy tymi grzbietami spływają potoki. Kopec obecnie jest zalesiony, dawniej jednak były na nim pola, pastwiska i łąki. Już zarosły lasem, ale na starszych mapach są zaznaczone, można je rozróżnić również na zdjęciach mapy satelitarnej. Na Kopcu jest też skrzyżowanie szlaków turystycznych.

## Szlaki turystyczne
czerwony: Oravský Biely Potok – Mních – Machy – Prieková – Kopec – Małe Borowe
  niebieski: Podbiel – Blatnický vrch – Bane – Kopec